# Fléac
Fléac és un municipi francès situat al departament del Charente i a la regió de la Nova Aquitània. L'any 2007 tenia 3.518 habitants.

## Demografia

### Població
El 2007 la població de fet de Fléac era de 3.518 persones. Hi havia 1.341 famílies de les quals 245 eren unipersonals (55 homes vivint sols i 190 dones vivint soles), 518 parelles sense fills, 528 parelles amb fills i 50 famílies monoparentals amb fills.
La població ha evolucionat segons el següent gràfic:
Habitants censats

### Habitatges
El 2007 hi havia 1.448 habitatges, 1.357 eren l'habitatge principal de la família, 14 eren segones residències i 78 estaven desocupats. 1.374 eren cases i 59 eren apartaments. Dels 1.357 habitatges principals, 1.086 estaven ocupats pels seus propietaris, 247 estaven llogats i ocupats pels llogaters i 24 estaven cedits a títol gratuït; 5 tenien una cambra, 54 en tenien dues, 166 en tenien tres, 464 en tenien quatre i 668 en tenien cinc o més. 1.118 habitatges disposaven pel capbaix d'una plaça de pàrquing. A 534 habitatges hi havia un automòbil i a 741 n'hi havia dos o més.

### Piràmide de població
La piràmide de població per edats i sexe el 2009 era:
| Homes | Edats   | Dones |
| ----- | ------- | ----- |
| 4     | 95 o +  | 4     |
| 4     | 90 a 94 | 28    |
| 4     | 85 a 89 | 44    |
| 12    | 80 a 84 | 28    |
| 40    | 75 a 79 | 44    |
| 60    | 70 a 74 | 80    |
| 84    | 65 a 69 | 72    |
| 68    | 60 a 64 | 76    |
| 100   | 55 a 59 | 76    |
| 104   | 50 a 54 | 144   |
| 140   | 45 a 49 | 140   |
| 120   | 40 a 44 | 112   |
| 76    | 35 a 39 | 92    |
| 84    | 30 a 34 | 92    |
| 100   | 25 a 29 | 88    |
| 80    | 20 a 24 | 60    |
| 136   | 15 a 19 | 84    |
| 80    | 10 a 14 | 96    |
| 68    | 5 a 9   | 68    |
| 36    | 0 a 4   | 56    |

## Economia
El 2007 la població en edat de treballar era de 2.311 persones, 1.645 eren actives i 666 eren inactives. De les 1.645 persones actives 1.518 estaven ocupades (786 homes i 732 dones) i 127 estaven aturades (64 homes i 63 dones). De les 666 persones inactives 258 estaven jubilades, 224 estaven estudiant i 184 estaven classificades com a «altres inactius».

### Ingressos
El 2009 a Fléac hi havia 1.480 unitats fiscals que integraven 3.674 persones, la mediana anual d'ingressos fiscals per persona era de 19.847 €.

### Activitats econòmiques
Dels 151 establiments que hi havia el 2007, 8 eren d'empreses extractives, 1 d'una empresa alimentària, 1 d'una empresa de fabricació de material elèctric, 11 d'empreses de fabricació d'altres productes industrials, 32 d'empreses de construcció, 41 d'empreses de comerç i reparació d'automòbils, 7 d'empreses de transport, 2 d'empreses d'hostatgeria i restauració, 6 d'empreses financeres, 5 d'empreses immobiliàries, 16 d'empreses de serveis, 13 d'entitats de l'administració pública i 8 d'empreses classificades com a «altres activitats de serveis».
Dels 39 establiments de servei als particulars que hi havia el 2009, 1 era una oficina de correu, 5 tallers de reparació d'automòbils i de material agrícola, 1 autoescola, 3 paletes, 6 guixaires pintors, 6 fusteries, 1 lampisteria, 6 electricistes, 3 empreses de construcció, 3 perruqueries, 2 restaurants i 2 agències immobiliàries.
Dels 6 establiments comercials que hi havia el 2009, 1 era una botiga de més de 120 m², 1 una fleca, 1 una llibreria, 1 una botiga de roba i 2 botigues de mobles.
L'any 2000 a Fléac hi havia 15 explotacions agrícoles que ocupaven un total de 344 hectàrees.

## Equipaments sanitaris i escolars
Els 2 equipaments sanitaris que hi havia el 2009 eren farmàcies.
El 2009 hi havia 1 escola maternal i 1 escola elemental.

## Poblacions properes
El següent diagrama mostra les poblacions més properes.